# Santiago Colombatto
Santiago Colombatto, född 17 januari 1997, är en argentinsk fotbollsspelare som spelar för León.

## Klubbkarriär
Den 8 januari 2021 lånades Colombatto ut av belgiska Sint-Truiden till mexikanska León på ett låneavtal över resten av säsongen 2020/2021. Låneavtalet hade en köpoption som därefter utnyttjades av León.

## Landslagskarriär
I juni 2021 blev Colombatto uttagen i Argentinas trupp till olympiska sommarspelen 2020 i Tokyo.